# Bataille de Cajamarca
 (janvier 2021).
Si vous disposez d'ouvrages ou d'articles de référence ou si vous connaissez des sites web de qualité traitant du thème abordé ici, merci de compléter l'article en donnant les références utiles à sa vérifiabilité et en les liant à la section « Notes et références ».
Conquête de l'empire inca
Batailles
Bataille de Cajamarca — Bataille de Sacsayhuamán — Siège de Cuzco — Bataille d'Ollantaytambo — Bataille de Huarina
La bataille de Cajamarca (aussi appelée capture d'Atahualpa) est une attaque-surprise menée par Francisco Pizarro contre l'entourage de l'Inca Atahualpa. Déclenchée au soir du 16 novembre 1532, sur la grand-place de Cajamarca, l'embuscade permet à Pizarro de parvenir à ses fins, c'est-à-dire la capture d'Atahualpa ; elle coûte également la vie à plusieurs milliers de membres de l'escorte impériale.

## Contexte
Pizarro est ambitieux et reçoit en 1529 l'autorisation de Charles Quint de conquérir le Pérou. Il débarque avec ses hommes à Tumbes en mai 1532. Les récits décrivaient un Pérou riche, mais il ne trouve qu'un pays dévasté par la guerre. Il décide de se rendre vers la capitale de l'empire, Cajamarca où se trouve l'empereur Atahualpa. Le trajet dure sept mois dans des conditions difficiles. Le 15 novembre, Pizarro arrive à Cajamarca et se rend compte de son infériorité numérique : ils ne sont que 168 hommes, contre plusieurs dizaines de milliers.

## Déroulement
Le 15 novembre 1532, Pizarro arrive dans la cité alors que l'empereur Atahualpa se trouve à une demi-lieue à Pultumarca avec une centaine de soldats désarmés. Pizarro envoie De Soto et Felipillo l'inviter à une rencontre pacifique en feignant de lui proposer son aide dans la lutte qui l'oppose à son frère Huascar lors de l'entrevue de Pultumarca. Après s'être placés tout autour de la place centrale, les Espagnols attendent pendant seize heures que l'Inca daigne venir.
Finalement, le lendemain, Atahualpa arrive, porté sur une litière d'or, entouré de soldats désarmés, de danseurs et de nobles, souhaitant impressionner les étrangers car son véritable plan est de capturer les Espagnols en pensant qu'il lui suffisait de montrer son pouvoir pour qu'ils se rendent d'eux-mêmes. Trouvant la place vide, l'un de ses hommes lui dit alors que les Espagnols se cachent dans les bâtisses parce qu'ils ont peur. Envoyé par Pizarro, le prêtre Vicente Valverde, accompagné du conquistador Hernando de Aldana et de l'interprète indigène Martinillo, s'approche de l'empereur, commence à lui lire le Requerimiento (« injonction »), lui demande de suivre la « parole du Dieu unique » et lui offre un exemplaire de la Bible. Ne trouvant aucun sens à ce cadeau car ne connaissant pas l'écriture, Atahualpa se saisit du livre et le porte à son oreille avant de s'exclamer qu'il n'entend aucune parole et de jeter le livre à terre. Puis il dit à Valverde que les Espagnols doivent payer pour tout ce qu'ils ont volé dans leur empire. Le prêtre, effrayé, s'enfuit alors, suivi par Aldana et l'interprète indigène, en criant à Pizarro : « Que faites-vous, votre Grâce ? Atahualpa est un Lucifer ! ». Observant la scène, Pizarro utilise l'incident comme prétexte et donne aussitôt le signal de l'attaque.

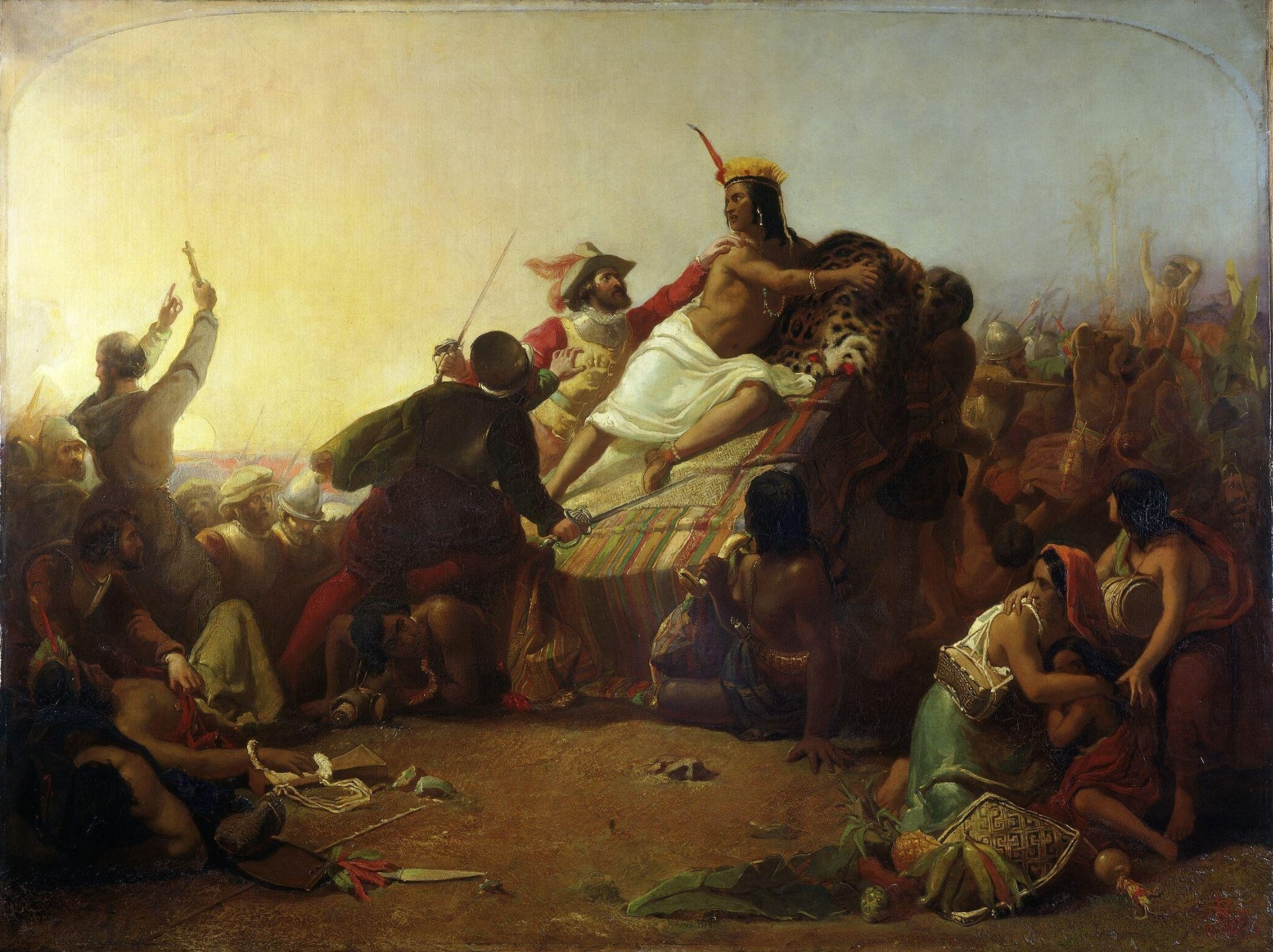
Peinture représentant Pizarro s'interposant entre Atahualpa et un soldat espagnol s'apprêtant à l'attaquer.

Sortant des maisons de la ville, les Espagnols en armes se ruent alors sur les Incas, venus désarmés. En quelques minutes, tous les officiers de l'Inca sur la place centrale sont tués. Ayant attaché des grelots aux pattes de leurs chevaux et tirant dans tous les sens avec leurs fusils, ils créent une véritable panique chez les Incas qui tentent de s'enfuir de la place dont les issues sont trop petites, formant des pyramides humaines pour atteindre le sommet des murs entourant la place et beaucoup meurent asphyxiés les uns sur les autres. Finalement, un mur finit par s'effondrer sous l'énorme pression et les survivants fuient dans la campagne. Jusqu'à la nuit tombée, les Espagnols vont pourchasser les indigènes dans toute la vallée, laissant derrière eux des milliers de cadavres dont une grande partie de la noblesse et de l'élite incas venue en paix. Pendant le massacre, Atahualpa est toujours resté sur sa litière soutenue par ses serviteurs. Quand l'un d'entre eux est tué, un Inca se précipite alors pour le remplacer. Un soldat espagnol essaie d'attaquer l'Inca au sabre, mais Pizarro s'interpose (en se faisant blesser à la main) avant d'ordonner que « Personne ne blesse l'Indien sous peine de mort ».
Au soir du 16 novembre 1532, la destruction totale des principales forces militaires incas et la capture de l'Inca par traîtrise met fin à l'indépendance du Tawantin Suyu (l'Empire inca).